# エコール・サントラル・ド・ナント
エコール・サントラル・ド・ナント（École centrale de Nantes、ECN）は、フランスの技師学校。エコール・サントラルの一つ。通称はサントラル・ナント（Centrale Nantes）。ナント大学加盟校。
1919年にウエスト理工科学院（Institut polytechnique de l'Ouest）として設立された。